# (13207) Tamagawa
(13207) Tamagawa (1997 GZ25) – planetoida z pasa głównego asteroid okrążająca Słońce w ciągu 3,47 lat w średniej odległości 2,29 j.a. Odkryta 10 kwietnia 1997 roku.